# Juliana de Nicomedia
Juliana de Nicomedia (¿? -16 de febrero del 304) es una santa y mártir de la Iglesia católica. Su fiesta se celebra el 16 de febrero y el 28 de junio, y en la Iglesia Ortodoxa Griega el 21 de diciembre.
Juliana era hija de una conocida familia ilustre de Nicomedia —en la actual Turquía— pero con un padre pagano —que llegó a convertirse en perseguidor de los cristianos— y una madre agnóstica. Ella, por la situación familiar, se hace bautizar en secreto. Además se entregó enteramente a Cristo, desechando el matrimonio.
Pero el joven senador Eleusio quiso casarse con Juliana y el padre concertó el matrimonio entre el senador y la joven, comprometiendo su honorabilidad. Esta recibió al pretendiente pero, cuando se concretaron los acuerdos matrimoniales, puso la condición de que no lo aceptaría hasta que no llegara a ser juez y prefecto de la ciudad.
Pero el joven lo logró, por lo que ella le puso otra condición: hacerse cristiano.
Ante esto, Eleusio puso al padre al corriente, y este dijo: «¡Por Apolo y Diana! Más quiero verte muerta que cristiana». A lo que ella respondió: «mi Salvador es Jesucristo en quien tengo puesta toda mi confianza».
Entonces, durante la persecución de Maximiano, se le sometió a tortura, con estaño derretido y fuego, y fue encarcelada con el objetivo de darle tiempo para pensar y llevarla a un cambio de actitud. Sus Actas describen las luchas que se dice que tenía con el Diablo; se le representa en las imágenes con un diablo alado a quien lleva atado con una cadena. Esta pelea de Juliana con Satanás era una de las historias favoritas de la Iglesia medieval. Cabe destacar su gran significado psicológico: se dice que Satanás se le apareció a la santa como un ángel de luz con el propósito de persuadirla de que todo a lo que había renunciado en este mundo era, de hecho, bueno. 
Finalmente, con dieciocho años, se le corta la cabeza el 16 de febrero del 304.
Cuando llegó la paz de Constantino, la matrona Sofronia tomó las reliquias del cuerpo de la mártir Juliana en Nicomedia con la intención de llevarlas consigo a Roma, pero una tempestad le obligó a desembarcar en Pozzuoli (Campania), donde le edificó una iglesia que luego destruyeron los lombardos. Este traslado hizo que la Juliana mártir de Nicomedia, fuera confundida con Santa Juliana de Cumas, por lo que no se sabe si se trata de la misma o si son personas totalmente diferentes.
A principios del siglo XIII, las reliquias se vieron peligrar y prudentemente se trasladaron a Nápoles donde reposan y se veneran con gran devoción. Otras reliquias se encuentran en la actualidad en Bruselas (Bélgica), en la Iglesia de Nuestra Señora del Sablon. Sin embargo, una tradición del norte de España mantiene que es allí donde está enterrada, en la Abadía de Santa Juliana (Cantabria), que da su nombre a la localidad de Santillana del Mar, como contracción de Santa-Iuliana, hoy convertida en colegiata, de estilo románico, con más de mil años de antigüedad.
En el arte, Santa Juliana es a veces mostrada en un caldero, guiando a Satanás encadenado, o con una corona y llevando una cruz sobre su pecho. En la pintura y ventanales eclesiásticos de la Edad Media, Santa Juliana es mostrada frecuentemente batallando con un dragón con alas; usualmente ella lleva una cadena para amarrarlo. También puede ser vista con un dragón a sus pies.